# Климов Анатолій Петрович
Анато́лій Петро́вич Кли́мов (Клімов) — український живописець та графік, член НСХУ (1975), заслужений художник України (1996).

## Життєпис
Народився 6 вересня 1936 року у селі Новосілках (нинМценський район, Курська область, Росія). Згодом родина переїхала до міста Волноваха. 1957 року закінчив Волноваську ЗОШ, пройшов строкову службу в РА. 1962 року закінчив Дніпропетровське художнє училище (викладачі Михайло Боровський, Яків Калашник, Георгій Чернявський). Від того часу — викладач Володимир-Волинського педагогічного училища.
Від 1964-го — у Волинському відділенні Художнього фонду УРСР, проживає у Луцьку, протягом 1989—1991 років — голова Волинської організації СХУ.
Учасник обласних, всеукраїнських, зарубіжних мистецьких виставок — від 1964 року. Персональні відбувалися у Луцьку (1970, 1973, 1986, 2006, 2007 роки), Рівному (1976) та Володимирі-Волинському (1984).
Створює сюжетні картини, натюрморти, пейзажі, портрети, у реалістичному стилі, також шаржі. Роботи зберігаються, зокрема, у Волинському краєзнавчому музеї, Музеї видатних діячів української культури Лесі Українки, М. Лисенка, П. Саксаганського, М. Старицького.

### Серед творів
- «Куманці» (1964),
- «Замок Любарта» (1965),
- «Прикордонна смуга» (1970),
- «Будинок Лесі Українки в Колодяжному» (1971),
- «Старий Луцьк» (1972),
- «Мати» (1973),
- «Будинок Косачів у Луцьку, де в 1881 проживала Леся Українка» (1974),
- «Замок» (1976),
- «Індустріальний пейзаж» (1977),
- «Сонячний зимовий день» (1978),
- «Доярки» (1979),
- «Прикордонник» (1983),
- «Волинський льон» (1984),
- «Околиця Луцька» (1984),
- «У розвідку» (1985),
- «Травень 1945» (1985),
- «Реліквії війни» (1985),
- «Натюрморт із лимоном» (1986),
- «Хліб — усьому голова» (1986),
- «Щуки» (1986)
- серія «Лесиними місцями» (1979)
- графіка — «Ранок» (1973, 1982),
- «Човен» (1974),
- «Яблука у вазі» (1977),
- «На березі річки» (1981),
- «Осінній мотив» (1982).